# Vláda Černé Hory
Vláda Černé Hory (černohor.: Влада Црне Горе, Vlada Crne Gore) je vrcholný orgán výkonné moci v Černé Hoře. Skládá se z předsedy vlády, který stojí v jejím čele, místopředsedů vlády a ministrů.
Od 31. října 2023 je premiérem Milojko Spajić.
Budova vlády stojí v hlavním městě Podgorice. V dobách monarchie (knížectví, království) vláda sídlila v historickém královském hlavním městě Cetinje.